# Loi visant à aider les personnes victimes d'infractions criminelles et à favoriser leur rétablissement
La Loi visant à aider les personnes victimes d'infractions criminelles et à favoriser leur rétablissement (LAPVIC) est une loi québécoise qui est entrée en vigueur le 13 octobre 2021. Cette loi remplace la Loi sur l'indemnisation des victimes d'actes criminels (LIVAC, en vigueur depuis 1972) et la Loi sur l’aide aux victimes d’actes criminels (LAVAC, en vigueur depuis 1985). La loi vise à reconnaître les droits des personnes victimes d’une infraction criminelle et à répondre à leurs besoins en leur donnant droit à des services efficaces, justes et impartiaux et en leur accordant de l’aide financière. L’aide financière est octroyée par l’IVAC (Indemnisation des victimes d’actes criminels) qui relève de la Commission des normes, de l’équité, de la santé et de la sécurité du travail (CNESST).

## Contexte d'adoption de la loi
En 2019, la ministre de la Justice du Québec, Sonia LeBel, a souhaité réformer entièrement l’organisme de l’IVAC à la suite de la parution d'un rapport spécial en 2016 du Protecteur du citoyen. Celui-ci indiquait : « À l’issue de son enquête, le Protecteur du citoyen identifie plusieurs lacunes dans l’administration du régime. Elles dénotent toutes des manquements à des obligations essentielles inscrites notamment à la Loi sur la justice administrative en matière de qualité, de célérité et d’accessibilité des services, ou aux principes découlant de l’esprit de la Loi sur l’indemnisation des victimes d’actes criminels, qui commande une interprétation large et libérale en raison de sa vocation sociale et réparatrice ».

## Nouvelles mesures prévues par la loi
D'après un communiqué émis par le ministre de la Justice du Québec, Simon Jolin-Barrette, le 10 décembre 2020 lors du dépôt du projet de loi 84, la réforme prévoit :
- revoir la notion de victime en matière d'indemnisation;
- abolir la liste des infractions établie à la Loi et couvrir toutes les infractions contre les personnes, aux fins de l'indemnisation;
- rendre imprescriptibles les demandes d'indemnisation concernant les infractions commises en contexte de violence sexuelle, de violence subie pendant l'enfance et de violence conjugale;
- permettre l'admissibilité au régime d'indemnisation des personnes victimes d'une infraction à l'étranger;
- la mise en place d'une aide financière d'urgence pour les besoins de base, l'hébergement et le transport vers cet hébergement;
- des mesures concrètes dans le but d'être davantage à l'écoute des personnes victimes et de reconnaître leur rôle central dans le cadre du processus judiciaire;
- des mesures de protection accrues pour les personnes victimes, notamment lors des audiences;
- une meilleure collaboration entre les différents organismes communautaires du milieu;
- augmenter l'accès à l'aide psychologique pour les personnes victimes, notamment pour les parents d'enfants assassinés;
- permettre l'accès à une plus large gamme de professionnelles et professionnels, comme les travailleuses et travailleurs sociaux et les sexologues;
- offrir un soutien adapté aux personnes victimes jusqu'à leur rétablissement;
- assurer l'accès à de l'information claire et précise le plus rapidement possible;
- mettre en place un service d'information juridique à l'intention des personnes victimes[3].